# Martin Kaps
Martin Kaps (* 26. März 1979 in Cottbus; † 29. Juni 2021) war ein deutscher Schauspieler.

## Leben
Nach dem Abitur an der Lausitzer Sportschule Cottbus absolvierte Kaps von 1999 bis 2002 ein Schauspielstudium in England und den USA. Als Nachrichtenjournalist und Kameramann arbeitete er in den USA, England und Deutschland zunächst hinter der Kamera.
Seine erste größere Filmrolle spielte Martin Kaps 2007 in dem Spielfilm Mitfahrgelegenheit, in dem er eine der beiden Hauptrollen spielte. Der Film erlangte in sozialen Netzwerken besondere Aufmerksamkeit, vor allem durch seine Marketingstrategie, in der mit News-, Video- und Audioblogs aktuell von den Dreharbeiten in Deutschland, Frankreich und Spanien berichtet wurde. Kaps war in zahlreichen deutschen Fernsehserien wie Ein Fall für Zwei (ZDF), SOKO Stuttgart (ZDF), Pastewka (Sat.1), SOKO 5113 (ZDF) zu sehen. Von April bis Oktober 2011 spielte er die Rolle des Ralf Borowski in der ZDF-Serie Herzflimmern – Die Klinik am See.
Ab April 2011 spielte Martin Kaps mit Michael Schiller regelmäßig das 2-Mann-Comedy-Theaterstück Männerabend. In der Comedyserie Blockbustaz (ZDFneo) spielte Kaps ab 2014 den Hausverwalter Kueppers.
Kaps starb Ende Juni 2021 im Alter von 42 Jahren.

## Filmografie (Auswahl)
- 2008: Mitfahrgelegenheit
- 2009: Alles was zählt
- 2011: Pastewka – Die Entschuldigung
- 2011: The Silver Goat
- 2011: Herzflimmern – Die Klinik am See (Fernsehserie, 129 Episoden)
- 2012: Die Rosenheim-Cops – Die Rückkehr des Patriarchen
- 2012: SOKO München – Abgehauen
- 2012: Hubert und Staller – Nachts, wenn die Wasserwacht
- 2012: The Cuddly Toy
- 2013: SOKO München – Ausgespäht
- 2016: SOKO Stuttgart – Wir haben Ludmilla
- 2018: In aller Freundschaft – Die jungen Ärzte – Hinter der Fassade
- 2019: SOKO Köln – Unter Kollegen
- 2019: Morden im Norden – Gefangen
- 2020: Faustdick